# Bacha posh
Bacha posh ("utklädd till en pojke" på dari) är en kulturell företeelse i delar av Afghanistan där vissa familjer utan söner låter en av sina döttrar leva och bete sig som en pojke. Det ger barnet fler friheter som vanligtvis undanhålls flickor i ett annars könssegregerat samhälle: skolgång, möjlighet att eskortera sina systrar på allmänna platser, möjlighet att arbeta. Med bacha posh kan familjen också undvika det sociala stigmat förknippat med att inte ha några söner.
I de flesta fall upphör flickan att klä sig som pojke när hon når puberteten och ofta är det föräldrarna som fattar det beslutet. Transformationen tillbaka kan upplevas som svår för flickan.
Fenomenet blev mer känt för västvärlden efter att den svenska journalisten Jenny Nordberg i sitt reportage De förklädda flickorna i Kabul från 2015 avslöjat företeelsen som relativt vanlig i Afghanistan och i andra länder, som Indien och Pakistan.